# Skoky do vody na mistrovství Evropy v plaveckých sportech 1999
Závody v skocích do vody na mistrovství Evropy v plaveckých sportech za rok 1999 proběhly v Istanbulu, Turecko ve dnech 22. července až 1. srpna 1999.

## Česká stopa
Na tomto mistrovství Evropy Česko nemělo ve skocích do vody zastoupení.

## Výsledky

### Individuální disciplíny
| Muži              | Zlato                 | Zlato  | Stříbro                         | Stříbro | Bronz                       | Bronz  |
| ----------------- | --------------------- | ------ | ------------------------------- | ------- | --------------------------- | ------ |
| Skoky z 1 m prkna | José Miguel Gil (ESP) | 396,66 | Andreas Wels (GER)              | 395,97  | Stefan Ahrens (GER)         | 367,68 |
| Skoky z 3 m prkna | Antonio Ally (GBR)    | 415,62 | Imre Lengyel (HUN)              | 402,30  | Jukka Piekkanen (FIN)       | 395,70 |
| Skoky z 10 m věže | Dmitrij Sautin (RUS)  | 435,87 | Heiko Meyer (GER)               | 426,18  | Roman Volodkov (UKR)        | 416,52 |
| Ženy              | Zlato                 | Zlato  | Stříbro                         | Stříbro | Bronz                       | Bronz  |
| Skoky z 1 m prkna | Vera Iljinová (RUS)   | 283,41 | Irina Lašková (RUS)             | 277,59  | Conny Schmalfußová (GER)    | 265,11 |
| Skoky z 3 m prkna | Vera Iljinová (RUS)   | 312,39 | Irina Lašková (RUS)             | 293,67  | Conny Schmalfußová (GER)    | 293,55 |
| Skoky z 10 m věže | Olena Župinová (UKR)  | 338,28 | Dolores Sáez-de-Ibarraová (ESP) | 329,22  | Svetlana Timošininová (RUS) | 307,53 |

### Týmové disciplíny
| Muži                                     | Zlato                                                   | Zlato  | Stříbro                                            | Stříbro | Bronz                                                    | Bronz  |
| ---------------------------------------- | ------------------------------------------------------- | ------ | -------------------------------------------------- | ------- | -------------------------------------------------------- | ------ |
| Synchronizované skoky dvojic z 3 m prkna | Itálie (ITA) (Donald Miranda, Nicola Marconi)           | 303,24 | Německo (GER) (Holger Schlepps, Alexander Mesch)   | 299,79  | Spojené království (GBR) (Antonio Ally, Mark Shipman)    | 296,01 |
| Synchronizované skoky dvojic z 10 m věže | Německo (GER) (Jan Hempel, Heiko Meyer)                 | 320,46 | Rusko (RUS) (Igor Lukašin, Vladimir Timošinin)     | 318,39  | Spojené království (GBR) (Leon Taylor, Peter Waterfield) | 295,44 |
| Ženy                                     | Zlato                                                   | Zlato  | Stříbro                                            | Stříbro | Bronz                                                    | Bronz  |
| Synchronizované skoky dvojic z 3 m prkna | Ukrajina (UKR) (Hanna Sorokinová, Olena Župinová)       | 285,15 | Německo (GER) (Simona Kochová, Conny Schmalfußová) | 281,10  | Francie (FRA) (Odile Souchonová, Julie Danauxová)        | 262,68 |
| Synchronizované skoky dvojic z 10 m věže | Rusko (RUS) (Jevgenija Olševská, Svetlana Timošininová) | 272,46 | Německo (GER) (Anke Piperová, Ute Wetzigová)       | 264,69  | Francie (FRA) (Odile Souchonová, Julie Danauxová)        | 254,94 |

## Medailová bilance
Ve skocích do vody se rozdělilo celkem 10 sad medailí.
| Pořadí | Stát                     |       | Muži    | Muži  | Muži  |         | Ženy  | Ženy  | Ženy    |       | Muži + Ženy | Muži + Ženy | Muži + Ženy | Celkem |
| Pořadí | Stát                     | Zlato | Stříbro | Bronz | Zlato | Stříbro | Bronz | Zlato | Stříbro | Bronz |             |             |             | Celkem |
| ------ | ------------------------ | ----- | ------- | ----- | ----- | ------- | ----- | ----- | ------- | ----- | ----------- | ----------- | ----------- | ------ |
| 1.     | Rusko (RUS)              |       | 1       | 1     | 0     |         | 3     | 2     | 1       |       | 4           | 3           | 1           | 8      |
| 2.     | Ukrajina (UKR)           |       | 0       | 0     | 1     |         | 2     | 0     | 0       |       | 2           | 0           | 1           | 3      |
| 3.     | Německo (GER)            |       | 1       | 3     | 1     |         | 0     | 2     | 2       |       | 1           | 5           | 3           | 9      |
| 4.     | Španělsko (ESP)          |       | 1       | 0     | 0     |         | 0     | 1     | 0       |       | 1           | 1           | 0           | 2      |
| 5.     | Spojené království (GBR) |       | 1       | 0     | 2     |         | 0     | 0     | 0       |       | 1           | 0           | 2           | 3      |
| 6.     | Itálie (ITA)             |       | 1       | 0     | 0     |         | 0     | 0     | 0       |       | 1           | 0           | 0           | 1      |
| 7.     | Maďarsko (HUN)           |       | 0       | 1     | 0     |         | 0     | 0     | 0       |       | 0           | 1           | 0           | 1      |
| 8.     | Francie (FRA)            |       | 0       | 0     | 0     |         | 0     | 0     | 2       |       | 0           | 0           | 2           | 2      |
| 9.     | Finsko (FIN)             |       | 0       | 0     | 1     |         | 0     | 0     | 0       |       | 0           | 0           | 1           | 1      |
| Celkem | Celkem                   |       | 5       | 5     | 5     |         | 5     | 5     | 5       |       | 10          | 10          | 10          | 30     |